# Krzysztof Kumor
Krzysztof Łukasz Kumor (ur. 16 kwietnia 1940 w Garbatce) – polski aktor teatralny, filmowy i telewizyjny.

## Życiorys
Syn Łukasza. W latach 1960–1961 studiował na Wydziale Aktorskim PWSTiF im. Leona Schillera w Łodzi, a w 1964 ukończył studia na PWST w Krakowie. 30 kwietnia tego roku zadebiutował na deskach Teatru Polskiego w Bydgoszczy.
Występował w Teatrze Wybrzeże w Gdańsku (1964–1965) oraz na scenach warszawskich: Teatru Polskiego (1965–1968), Teatru Ludowego (1968–1970), Teatru Ziemi Mazowieckiej (1970–1980) i Teatru Popularnego (1980–1983). Od 1983 jest aktorem Teatru Polskiego w Warszawie. W latach 2006–2010 był prezesem Związku Artystów Scen Polskich.
Występował również w Teatrze Telewizji, m.in. w spektaklach: Szwejk na tyłach Jaroslava Haszka w reż. Jana Bratkowskiego (1966), Odprawa posłów greckich Jana Kochanowskiego w reż. Ludwika René (1966), Ostatnia stacja Ericha Marii Remarque’a w reż. Zygmunta Hübnera (1967), Znaki wolności Romana Brandstaettera w reż. Marka Okopińskiego (1969), Niemcy Leona Kruczkowskiego w reż. Kazimierza Dejmka (1969) oraz w Twarzy pokerzysty Józefa Hena w reż. Stanisława Wohla jako Zbrożek (1974), Uciekła mi przepióreczka Stefana Żeromskiego w reż. Stanisława Brejdyganta jako Ciekocki (1974) i w Lekkomyślnej siostrze Włodzimierza Perzyńskiego w reż. Andrzeja Ziębińskiego jako Władysław (1991).
Ojciec aktorki Agnieszki Kumor.

## Filmografia
- 1970: Kolumbowie – mężczyzna katowany na Gestapo (odc. 2)
- 1974: 40-latek – robotnik przy budowie (odc. 6)
- 1976: Smuga cienia
- 1978: 07 zgłoś się – Masłowicz (odc. 7)
- 1978: Układ krążenia – kierownik pracowni konstrukcyjnej (odc. 6)
- 1979: Gwiazdy poranne – żołnierz Wehrmachtu
- 1980: Dom – członek komisji przyjmującej na rok zerowy na Politechnikę (odc. 3)
- 1980: Powstanie Listopadowe. 1830–1831 – Aleksander Pułaski
- 1980: Punkt widzenia – lekarz (odc. 3.)
- 1980: Zamach stanu – płk Józef Beck, adiutant marsz. Józefa Piłsudskiego
- 1984: Miłość z listy przebojów – pasażer ze „świerszczykami”
- 1986: Weryfikacja – lekarz
- 1986: Zmiennicy  Solec, sąsiad Kłuska (odc. 6)
- 1987: Cyrk odjeżdża – January Gorecki
- 1987: Dorastanie – rektor (odc. 1)
- 1988: Dekalog II – ginekolog
- 1988: Dekalog III – lekarz
- 1988: Dotknięci – obrońca Jana
- 1988: Biesy – adiutant
- 1989: Powrót Arsène’a Lupin
- 1991: Spokojny żywot – inspektor
- 1993: Polski crash – doktor Olczyk
- 1995: Awantura o Basię – lekarz
- 1995: Gracze – minister MSW
- 1995: Dwa Światy – Correon
- 1995: Tato – adwokat teściowej Michała
- 1995: Doktor Semmelweis – doktor Bartch
- 1996: Awantura o Basię – lekarz (odc. 5)
- 1996: Miki Mol i Straszne Płaszczydło – Płaszczydło (głos)
- 1997–1998: 13 posterunek – psychiatra (odc. 7, 24)
- 1997: Brat naszego Boga – wuj Józef
- 1997: Sara – mecenas Józefa
- 1999: Jak narkotyk – profesor Stein
- 1999: Tydzień z życia mężczyzny – sędzia prowadzący sprawę dzieciobójczyni
- 2002–2008: Na dobre i na złe – prokurator prowadzący sprawę Tomka (odc. 109, 115, 118, 120, 339)
- 2005: M jak miłość – lekarz leczący Lucjana (odc. 326)

Polski dubbing
- 1976: Ja, Klaudiusz – Sejan
- 1981: Ulisses 31 – Aeolis (odc. 6)
- 1983: Mały rycerz El Cid
- 1985: 13 demonów Scooby Doo
- 1991: Słoń Benjamin – kustosz
- 1994-1998: Spider-Man – Nick Fury (odc. 13)
- 2000: Niewypowiedziana wojna

## Ordery, odznaczenia i nagrody
- Krzyż Oficerski Orderu Odrodzenia Polski (2013) ''za wybitne zasługi dla kultury narodowej, za osiągnięcia w twórczości artystycznej i działalności społecznej[1]
- Krzyż Kawalerski Orderu Odrodzenia Polski (1999)[2]
- Złoty Krzyż Zasługi (1989)
- Srebrny Medal „Zasłużony Kulturze Gloria Artis”[3] (2010)
- Odznaka „Zasłużony Działacz Kultury” (1976)
- Odznaka „Za zasługi dla województwa warszawskiego” (1975)
- Odznaka Honorowa „Zasłużony dla Mazowsza” (2025)[4][5]
- Nagroda PWRN w Bydgoszczy dla młodego aktora na VI Festiwalu Teatrów Polski Północnej w Toruniu za rolę Suffolka w Henryku VI i Andriego w Andorze w Teatrze Polskim w Bydgoszczy